# Gabriel Brunet de Sairigné
Pour les articles homonymes, voir Brunet.
Gabriel Marie Paul Louis Brunet de Sairigné, né le 9 février 1913 à Paris et mort pour la France le 1er mars 1948 en Indochine, est un officier de la Légion étrangère française. Il est Compagnon de la Libération.

## Biographie

### Jeunesse

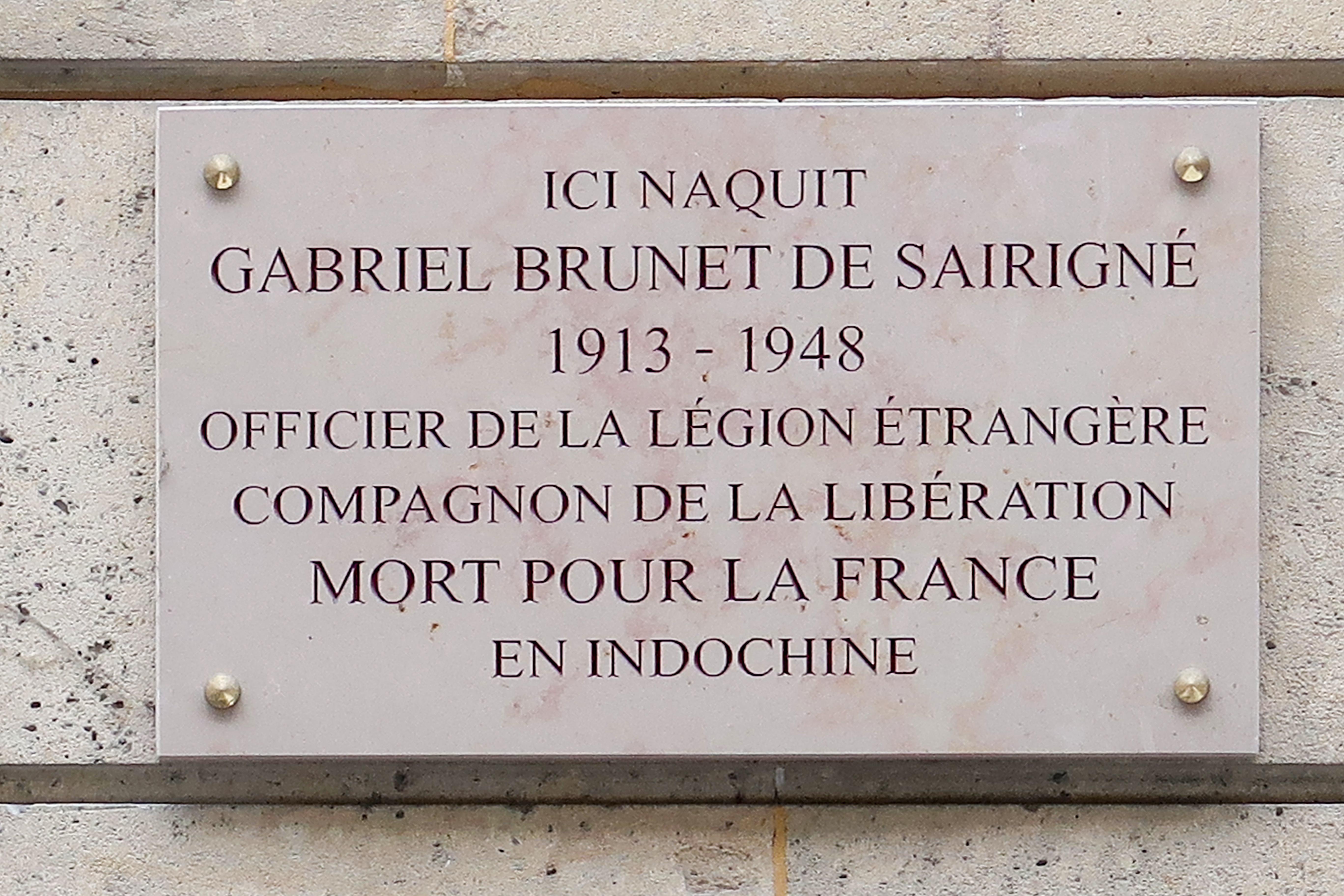
Plaque à son lieu de naissance, au n°2 rue de Narbonne (7e arrondissement de Paris).

Gabriel Brunet de Sairigné est le fils de l'industriel Gabriel Brunet de Sairigné et de Marie-Anne Jégou d'Herbeline (petite-fille de Charles Auguste Jégou d'Herbeline). Sa famille paternelle est propriétaire des châteaux de la Cantaudière et de la Rialière (Foussais-Payré) en Vendée, et habite l'hôtel du 3 rue de l'Escale à La Rochelle, où sa mère, qui se consacre à la Société de secours aux blessés militaires, trouve refuge durant la Première Guerre mondiale, lors de laquelle le père de Gabriel Brunet de Sairigné, officier de réserve, est fait prisonnier en Allemagne.
Il fait ses études aux lycées Pasteur et Saint-Louis avant d'entrer à Saint-Cyr en 1933 (promotion 1933-1935 - Roi Albert Ier).
Marié à Marie-Charlotte Jourdan de La Passardière, fille d'un officier de marine, il est le père de Guillemette (épouse d'Henri Tézenas du Montcel et de Gérard Fabry) et Catherine (épouse de Michel Bon).

### Seconde Guerre mondiale
Au début de la guerre, il obtient de se faire affecter à la 13e demi-brigade de Légion étrangère (DBLE) avant que celle-ci soit engagée à Narvik. Avec la moitié de son régiment, il fait le choix de suivre le général de Gaulle et rejoint les Forces françaises libres. Il reste ensuite à la 13e demi-brigade durant toute la durée de la guerre, de l'Afrique du Nord à l'Italie, puis en Provence. En tant que chef de bataillon commandant un groupement tactique, il est un des acteurs majeurs de la libération d'Autun le 9 septembre 1944.

### Guerre d'Indochine
Le 21 août 1946, il prend le commandement de la 13e demi-brigade de Légion étrangère en Indochine française et devient ainsi, à l'âge de trente-trois ans, le plus jeune chef de corps de l'armée française. Il le reste jusqu'à sa mort le 1er mars 1948, dans un convoi tombé dans une embuscade sur la route de Dalat près de Lagnia Biên Hòa (Viêt Nam).

## Ouvrage
- Les Carnets du lieutenant-colonel Brunet de Sairigné, Paris, Nouvelles Éditions latines, 1990, 264 p. (ISBN 978-2-7233-0403-0, lire en ligne) Présentation et annotations de André-Paul Comor. Ses Carnets couvrent la période comprise entre le 28 février 1940 et le 18 juin 1945 : les campagnes de Norvège, d'Érythrée, de Syrie, du désert d’Égypte, de Tunisie et d’Italie, le débarquement de Provence, la libération de la France avec finalement la campagne d'Alsace.

## Honneurs et distinctions

### Décorations
- Commandeur de la Légion d'honneur
- Compagnon de la Libération - décret du 9 septembre 1942
- Croix de guerre 1939-1945 (7 citations)
- Croix de guerre des Théâtres d'opérations extérieurs (4 citations)
- Croix du combattant
- Médaille d'Outre-Mer (anciennement Médaille Coloniale) avec agrafes « Tunisie 1942-43 » « EO »
- Médaille commémorative de la guerre 1939-1945 avec agrafes « Norvège » « Afrique » « France »
- Médaille commémorative de la campagne d'Indochine
- Commandeur de l’Ordre de Saint-Olaf (Norvège)
- Commandeur du Nichan Iftikhar (Tunisie)

### Honneurs et hommages
- La promotion N°154 (1967-1969) de École spéciale militaire de Saint-Cyr porte son nom.
- Une statue en pied à son effigie et une avenue à Moutiers-les-Mauxfaits, commune où il est enterré.
- Une rue du parc de Bellevue à Autun nommée « Lieutenant-Colonel Gabriel de Sairigné », qui était chef de bataillon à la Libération d’Autun le 9 septembre 1944.
- Une rue nommée « Colonel Sairigné » à Longeville-sur-Mer.